# Anna Botsford Comstock
Anna Botsford Comstock, ameriška entomologinja, ilustratorka,  okoljevarstvenica in pisateljica, * 1. september 1854, blizu kraja Otto, New York, Združene države Amerike, † 24. avgust 1930, Ithaca, New York.
Znana je predvsem kot sodelavka moža Johna H. Comstocka, ki je ilustrirala njegove knjige o žuželkah, vendar je pomembna tudi samostojno v vlogi pionirke naravoslovnega izobraževanja v Združenih državah in ženske v znanosti, ki je bila v njenem času še skoraj povsem moška domena.

## Življenjepis
Rodila se je v družini premožnih kvekerskih kmetovalcev in odraščala v stiku z naravo, kar ji je vzbudilo zanimanje za rastline in živali. Njena družina je prepoznala njen talent, zato je dobila priložnost za študij na Univerzi Cornell kot ena redkih ženskih študentk. Vpisala je študij anglistike in zgodovine, ki ga je obiskovala dve leti; v tem času se je udeležila tudi predavanj iz zoologije nevretenčarjev, ki jih je vodil mladi John H. Comstock. Pričela ga je spremljati pri terenskem delu in ilustrirati njegove zapiske. Poročila sta se leta 1878.
Njeno delo je bilo večinoma postranske vloge in neplačano, razen v obdobju med 1879 in 1881, ko je imela formalno zaposlitev kot Johnova pomočnica na ameriškem ministrstvu za kmetijstvo, kjer je on opravljal funkcijo glavnega entomologa. Po vrnitvi v Ithaco je nadaljevala s študijem, ki ga je leta 1885 zaključila z diplomo iz prirodopisa. V tem času se je na kolidžu Cooper Union v New Yorku izvrstno izučila lesoreza in s svojimi ilustracijami bistveno prispevala h kvaliteti moževe znamenite knjige An Introduction to Entomology (1888).
Leta 1895 je na račun svoje prepoznavnosti dobila službo pri Komisiji za napredek kmetijstva zvezne države New York, kjer se je uveljavila kot pedagoginja. Sestavljala je učne načrte, izobraževala učitelje in ustvarjala gradiva za pouk naravoslovja v javnih šolah po vsem New Yorku. Uspešno delo ji je leta 1897 prineslo položaj asistentke prirodopisa na Cornellu. Hkrati je nadaljevala z ilustriranjem moževih del, za knjige Manual for the Study of Insects (1895), Insect Life (1897) in How to Know the Butterflies (1904) je prispevala preko 600 pol, poleg tega pa je pisala tudi sama, med knjigami, ki jih je napisala in ilustrirala, so Ways of the Six-Footed (1903), How to Keep Bees (1905), The Handbook of Nature Study (1911), The Pet Book (1914) in Trees at Leisure (1916). Njene ilustracije so bile pogosto razstavljane in nagrajene.
Po dveh letih položaja asistentke na Cornellu je bila leta 1899 imenovana za docentko, kot prva ženska, ki je na tej univerzi dosegla položaj profesorice. To je sprožilo negodovanje vplivnih članov upravnega odbora, zato je bila že naslednje leto odpoklicana in je postala zgolj predavateljica. Svoje izkušnje z zapletenim socialnim okoljem univerze je opisala v romanu Confessions to a Heathen Idol, ki je izšel leta 1906 pod psevdonimom Marian Lee. Tudi po tem je ostala aktivna kot predavateljica na različnih univerzah in pri učiteljskih ter kmetijskih združenjih. Šele leta 1920, dve leti pred njeno upokojitvijo, je dobila položaj redne profesorice na Cornellu, po upokojitvi pa naziv častne profesorice. Med letoma 1917 in 1923 je delovala tudi kot urednica revije Nature-Study Review.
Združenje League of women voters jo je leta 1923 vključilo na svoj seznam dvanajstih najvplivnejših žensk. Sprejeta je bila tudi v združenji Sigma Xi in Ameriško društvo lesorezcev, kot ena prvih žensk v obeh organizacijah.